# Цицианов, Павел Дмитриевич
Князь Па́вел Дми́триевич Цициа́нов (груз. პავლე დიმიტრის ძე ციციშვილი; Павле Димитрис дзе Цицишвили, 8 [19] сентября 1754, Москва — 8 [20] февраля 1806, близ Баку) — российский военный деятель грузинского происхождения, генерал от инфантерии (1804), переводчик, один из покорителей Закавказья. Представитель рода грузинских князей Цицишвили.

## Биография
Павел Цицианов родился в Москве в семье князя Дмитрия Павловича Цицианова и Елизаветы Багратион-Давитишвили. Предки Цицианова жили в России со времён эмиграции грузинского царя Вахтанга VI (1724).
Начал службу прапорщиком в лейб-гвардии Преображенском полку в 1772 году (в списки которого был внесён в 1761 году). В 1777 году назначен командиром егерской роты Преображенского полка. 7 января 1778 года, в чине подполковника, по собственному желанию переведён в Тобольский пехотный полк (в Выборге).
12 февраля 1786 года получил чин полковника и был назначен командиром Санкт-Петербургского гренадерского полка, во главе которого и начал с отличием своё боевое поприще во время 2-й турецкой войны в царствование Екатерины. 2 июля 1788 года прибыл вместе со своим полком к осаждённой русскими и австрийскими войсками крепости Хотин. 31 июля участвовал в отражении сильной вылазки гарнизона и за свою распорядительность и энергию заслужил одобрение Румянцева. После сдачи Хотина, полк Цицианова ушёл на зимние квартиры в Молдову, где был включён в состав корпуса князя Репнина. 7 сентября 1789 года Цицианов участвовал в сражении у реки Сальча под Измаилом, а затем в операциях под этой крепостью. В том же году Цицианов принимает участие в осаде Бендер, после сдачи которых его полк ушёл на зимние квартиры на территорию Речи Посполитой, где, по приказу Потёмкина, личный состав Санкт-Петербургского полка был отправлен на формирование других частей.
5 февраля 1790 года Цицианов произведён в бригадиры. Тогда же он отправился в Псков, где сформировал «новый» Санкт-Петербургский гренадерский полк, который под его началом был отправлен в Полоцк, а затем в Гродно. 2 сентября 1793 года получил чин генерал-майора.
В апреле 1794 года в Гродно пришло известие о восстаниях в Варшаве и в Вильно. Цицианов, понимая серьёзность положения, принял быстрые и решительные меры. Он вывел войска из города и расположился лагерем вокруг него. В Гродно же послал отряд под командою Бардакова и Кузьмина-Караваева, предписав им снять городскую стражу, заменить её своим караулом, арестовать всех военных начальников, требовать совершенной покорности и взять с города контрибуцию в 100 тысяч рублей серебром, в противном случае Цицианов грозил сжечь город. Отряд исполнил поручение с удивительной точностью. Таким образом удалось предотвратить готовившееся в Гродно восстание. В то же время он несколько раз отбрасывал повстанческие отряды, пытавшиеся овладеть городом, и оказал существенную помощь русскому отряду, вышедшему из Вильно. За все эти действия Цицианов был награждён орденом Святого Владимира 3-й степени. В мае, по приказу князя Репнина, вынудил к отступлению из Слонима польского генерала Сапегу. Затем пришёл под Вильно, осаждённый генерал-майором Кноррингом. Здесь Цицианов принял участие в штурме 8 (19) июля, когда был взят прикрывавший город ретраншемент, и в общей атаке 31 июля (11 августа), командуя всей штурмующей пехотой, своей храбростью и распорядительностью он много содействовал успеху атаки. В августе Репнин поручил Цицианову преследовать польского полковника Грабовского, которого Цицианов вскоре и настиг у местечка Любань, Минской губернии. 20 августа (4 сентября), после долгого и кровопролитного сражения, польский отряд со всею артиллерией и обозом сдался победителю. Энергичные действия Цицианова не остались незамеченными. 15 сентября 1794 года награждён орденом Святого Георгия 3-й степени. Екатерина II наградила его золотой шпагой с алмазами и надписью «За храбрость», а Суворов в одном из своих приказов предлагал войскам «сражаться решительно, как храбрый генерал Цицианов». Польская кампания выдвинула Цицианова, показав какими административными и военными талантами он обладал. Императрица обратила на него особое внимание и, кроме упомянутых выше наград, пожаловала ему в потомственное владение 1500 душ крестьян в Минской губернии.
В 1796 году он по воле императрицы отправился в Закавказье под начальство графа Зубова. Принял участие в Персидском походе. Был назначен комендантом Баку. Тогда же у него сложились дружеские отношения с бакинским ханом Хусейн-Кули. 
29 ноября 1796 года назначен шефом Суздальского мушкетёрского полка. 
С 17 декабря 1796 года по 9 сентября 1797 года — шеф Тобольского мушкетёрского полка.
13 октября 1797 года по состоянию здоровья вышел в отставку.
По воцарении Александра I вновь поступил на службу. 15 сентября 1801 года получил чин генерал-лейтенанта. 11 сентября 1802 года назначен на должность инспектора Кавказской укреплённой линии, астраханским генерал-губернатором и главнокомандующим в только что присоединённой Грузии. 2 декабря прибыл в Георгиевск, где 26 декабря были подписаны договоры с шамхалом Тарковским, Аварским, Дербентским, Талышинским ханами,Табасаранским майсумом и Кайтагским уцмием. После этого Цицианов уехал в Тифлис, где принял меры для прекращения чумы, занесённой ещё при Кнорринге, и для отправления членов Картли-Кахетинского царского дома в Россию. Последнее имело не меньшее значение, чем первое: «Между первейшими обязанностями Вашими, — писал Александр I Цицианову, — поставите Вы принять все убеждения, настояния и, наконец, самое понуждение к вызову всех неспокойных царевичей, а особливо царицы Дарьи (Дареджан Дадиани, вдова царя Ираклия II) в Россию. Меру сию считаю я главною к успокоению народа, при виде их замыслов и движений, не перестающего колебаться в установляемом для счастья их порядке».
И без того непростые российско-чеченские отношения обострились ещё больше после назначения в 1802 году Цицианова главнокомандующим на Кавказе. В отличие от Кнорринга, готового в отдельных случаях договариваться с горцами, Цицианов пытался решать проблемы отношений с горцами исключительно с помощью силы. При этом впервые в истории региона Цицианов начал уничтожать хлеб, выращенный горцами, и отгонять их скот, чтобы лишить их средств к существованию.
В 1803 году Цицианов направляет в поход на Чечню командующего Кавказской линией генерала Шепелева с приказанием «наказать их [чеченцев] отнятием хлеба, как важнейшего из всех наказаний» и отгонять их скот. При этом Шепелев имел приказ «наказывать» всех чеченцев, не различая «мирных» и «немирных». В походе участвовали гребенские казаки, Саратовский, Моздокский и 15 егерский полки, 5 эскадронов драгун и несколько рот Кизлярского гарнизона. 25 июня отряд внезапно напал на сёла Истису и Наимберды. Из-за неожиданности набега чеченцы не смогли оказать сопротивления. В результате было убито 9 чеченцев, один захвачен в плен, уничтожен урожай хлеба, угнано 960 голов рогатого скота, 127 буйволов и 24 лошади. Со стороны нападавших потерь не было.
Летом и осенью того же года были совершены ещё два рейда на чеченские сёла под командованием майора Савельева. Следствием этой политики стало обострение обстановки в регионе и увеличение числа нападений на Кавказскую линию. Генерал В. А. Потто сообщал о множестве примеров, когда в 1803—1804 годах чеченцы проникали за Кавказскую линию и действовали близ Моздока, Екатеринодара и в других районах.
И воспою тот славный час,

Когда, почуя бой кровавый,

На негодующий Кавказ

Подъялся наш орел двуглавый;

Когда на Тереке седом

Впервые грянул битвы гром

И грохот русских барабанов,

И в сече, с дерзостным челом,

Явился пылкий Цицианов…
В 1803 году принялся за обустройство Дарьяльского прохода в Грузию, ставшего позже Военно-Грузинской дорогой. Остро нуждаясь в войсках, организовал грузинское ополчение из 4500 добровольцев, присоединившееся к русской армии. Весной объединённое русско-грузинское войско совершило удачный поход в Джаро-Белоканские общества, после которого на верность России присягнул Илисуйский султанат. За этот поход Цицианов был награждён орденом Святого Александра Невского. 4 декабря того же года на верность России присягнуло Мегрельское княжество. 3 (15) января 1804 года Цицианов взял штурмом Гянджу, подчинив Гянджинское ханство, за что 4 февраля был произведён в генералы от инфантерии. 20 апреля 1804 года ввёл войска в Имеретию и 25 апреля заставил царя Соломона II подписать трактат о российском протекторате над Имеретией (Элазнаурский трактат). 20 и 30 июня 1804 года Цицианов нанёс поражения персам во главе с сыном шаха Аббас-Мирзой при Эчмиадзине и Канагире, после чего осадил Эривань, за что 22 июля был награждён орденом Святого Владимира 1-й степени.  В сентябре 1804 года при взятии Эчмиадзина подвергся грабежу одноименный монастырь - резиденция Католикоса всех армян (повторному ограблению собор подвергся уже в апреле 1805 года войсками генерала Несветаева). 17 июля Цицианов отразил попытку персов деблокировать город Эривань. Но 4 сентября, из-за нехватки продовольствия и сил, Цицианов снял осаду с Эривани и вернулся в Тифлис.
В начале 1805 года к российским владениям в Закавказье был присоединён Шурагельский султанат. В том же году Цицианов склонил принятию российского подданства Карабахское (14 мая, Кюрекчайский договор), Шекинское (21 мая) и Ширванское ханства (27 декабря).
Цицианов предпринял ряд мер по поощрению ремёсел, земледелия и торговли. Основал в Тифлисе Благородное училище, преобразованное затем в гимназию, восстановил типографию, добивался для грузинской молодёжи права получать образование в высших учебных заведениях России. Частью дипломатическим путём, частью оружием сумел склонить на сторону России разных владетелей Каспийского побережья, Дагестана и Закавказья, несмотря на то, что деятельность его осложнилась войной с Персией и затруднялась крайне ограниченным числом войск, которыми он мог располагать: вследствие войны с Наполеоном в Грузию невозможно было посылать подкрепления. Показал себя талантливым администратором, но грузинские историки ставят ему в вину его меры по русификации края, выселение из Грузии всех членов Кахетинско-Карталинского царского дома.
Намереваясь захватить Баку, Цицианов подошёл к нему в начале 1806 года и добился от бакинского хана Хусейн-Кули обещания передать крепость русским. 8 февраля 1806 года должна была произойти церемония мирной сдачи Баку. В сопровождении подполковника князя Элизбара Эристова и одного казака Цицианов подъехал к стенам города для принятия ключей от крепости Баку. Когда хан вручал ему ключи, двоюродный брат хана Ибрагим-бек внезапным выстрелом из пистолета убил Цицианова. Был убит и князь Эристов. Обезглавив Цицианова, хан и его слуги захватили с собой его голову и укрылись в городе. Тело же Цицианова было зарыто у ворот крепости. Потеряв командира, небольшой русский отряд отступил. Голову Цицианова Хусейн-Кули отослал персидскому шаху. В октябре 1806 года, когда русские войска под командованием генерала Булгакова снова подошли к Баку, Хусейн-Кули бежал, а его ханство было присоединено к Российской империи.
В 1806 году тело Цицианова было найдено и перезахоронено в армянской церкви Аствацацин, расположенной в центре крепости Баку, а в 1811 году было перевезено в Тифлис и похоронено в Сионском соборе. За три года и пять месяцев своего управления Грузией Цицианов значительно расширил русские владения в Закавказье. Известно также его литературное творчество, переводы с французского различных сочинений, в том числе комедии и стихи.

## Память

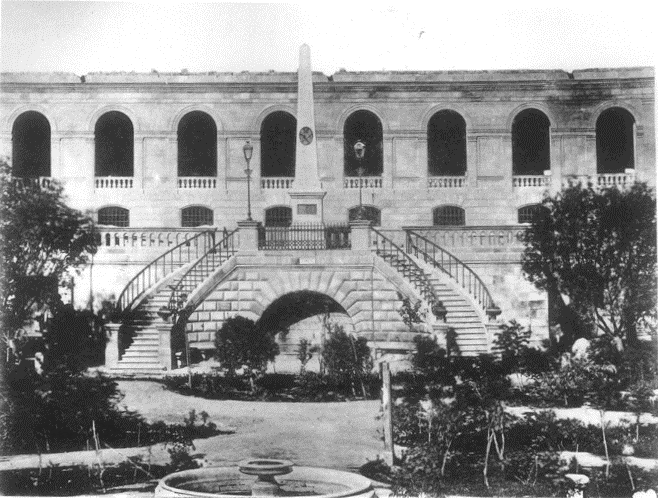
Памятник Цицианову в Баку

В 1846 году на месте убийства князя Цицианова, за 100 шагов от Шемахинских крепостных ворот, иждивением гражданина Томаса Айвазова был заложен памятник-обелиск. 4 мая 1848 года, во время посещения крепости Баку главноначальствующим князем М. С. Воронцовым, был освящён воздвигнутый в 1846 году памятник князю Цицианову, с приличествующим этому торжеству церемониалом, совершённым благочинным морского ведомства иереем Василием Кудряшевым. Вокруг памятника впоследствии был разбит сквер, названный Цициановским, и устроен фонтан. В советские годы памятник был уничтожен. Ныне на этом месте — остатки сквера во дворе главного офиса банка «Стандарт» (здание бывшего Азербайджанского государственного издательства «Азернешр»).